# Opius maraquoanus
Opius maraquoanus är en stekelart som beskrevs av Fischer 1963. Opius maraquoanus ingår i släktet Opius och familjen bracksteklar. Inga underarter finns listade i Catalogue of Life.